# هال الرود
هال الرود (زاده ۳۰ مه ۱۹۷۹) نویسنده، سخنران انگیزشی و مربی موفقیت اهل ایالات متحده آمریکا است. او نویسنده کتاب پرفروش معجزه سحر خیزی، معادله معجزه، بنیانگذار مجموعه کتاب صبح معجزه و میزبان پادکست دستیابی به اهداف شما است. در سال ۱۹۹۹، او یک تصادف با فورد موستانگ خود با سرعت ۱۳۰ کیلومتر به صورت شاخ به شاخ با یک کامیون شورلت داشت؛ که بعداً از آن تمام زندگی خود را از دست داد و از صفر شروع به کار کرد. او در کاماریلو، کالیفرنیا متولد شده‌است.